# حوزه انتخابیه سوم تگزاس
حوزه انتخابیه سوم تگزاس یک حوزه انتخابیه مجلس نمایندگان آمریکا است که در ایالت تگزاس قرار دارد.